# David Vendetta
David Vendetta (* 25. August 1968 in Longwy; bürgerlicher Name David Paparusso) ist ein französischer DJ und Musikproduzent.

## Leben
Vendetta arbeitete zunächst als Apotheker und fing  im Jahr 2000 an, als unabhängiger DJ zu arbeiten. 2002 veröffentlichte er seine erste Single No Sex und zwei Jahre später erhielt er vom amerikanischen DJ Roger Sanchez den Auftrag, mehrere seiner Lieder zu remixen. 2006 veröffentlichte Vendetta die Single Love to love you baby, die Donna Summer sampelt und Platz 20 der französischen Singlecharts erreichte. Das folgende Unidos para la música war sogar noch erfolgreicher und erreichte die Top 5. Das Debütalbum Rendez-Vous wurde im Juni 2007 veröffentlicht und erreicht Platz 16 in Frankreich. Im April 2010 veröffentlichte Vendetta sein zweites Studioalbum Vendetta.

## Diskografie

### Studio-Alben
| 2007 | Rendez-vous - Veröffentlichung: 4. Juni 2007 - Label: DJ Center Records - Format: CD, Download | 16 | 15 | — |
| 2010 | Vendetta - Veröffentlichung: 7. April 2010 - Label: DJ Center Records - Format: CD, Download   | —  | —  | — |

### Singles
- 2003: Party People
- 2003: She Loves Me
- 2004: No Sex
- 2004: Fiction
- 2004: Alicante
- 2004: Cleopatra
- 2006: Love To Love You Baby (FR: #20 / Be-Wa: #30 / NL: #65)
- 2007: Unidos Para La Musica (FR: #5 / Be-Wa: #30)
- 2007: Break 4 Love (FR: #17 / Be-Wa: #17 / Fi: #14)
- 2007: Bleeding Heart
- 2008: Hold That Sucker Down (FR: #17 / Be-Wa: #12)
- 2008: Freaky Girl
- 2009: Anticipation (mit Barbara Tucker)
- 2009: I Hope She Turns Around (feat. Brian Lucas)
- 2010: I Am Your Goddess (feat. Tara McDonald & Alim)
- 2010: Can You Feel It (feat. Brian Lucas)
- 2010: Make Boys Cry (feat. Luciana)
- 2010: Yama Layali (feat. Haifa Wehbe)